# Hard Home
Hard Home è un film televisivo  del 2024 diretto da James Bamford e scritto da Mark Shea Price per il servizio di video on demand Paramount+.

## Trama
Una donna la cui figlia è stata assassinata da un prolifico e sadico serial killer cerca vendetta.
Riuscirà a rintracciare l'assassino e ad imprigionarlo, con l'intento di far passare all'uomo quello che lui ha fatto passare alle sue vittime.

## Promozione
Il primo trailer è stato diffuso il 21 maggio 2024.

## Distribuzione

### Data di uscita
Hard Home è stato pubblicato in anteprima mondiale negli Stati Uniti su Paramount+ il 25 giugno 2024. In Italia il film è stato distribuito il 21 marzo 2025.

### Divieti
Negli Stati Uniti d'America la MPAA ha classificato il film come vietato ai minori di 17 anni non accompagnati da un adulto (R) per scene contenenti violenza, sangue e linguaggio non appropriato.